# Škarić
Škarić (cyr. Шкарић) – wieś w Bośni i Hercegowinie, w Republice Serbskiej, w gminie Šamac. W 2013 roku liczyła 273 mieszkańców.